# 3,5-diyodotironina
3,5-diyodotironina (3,5-T2) es una hormona tiroidea activa, de la clase de las yodotironinas. Tiene dos átomos de yodo, en las posiciones 3 y 5 de su anillo interior. Su fórmula es C15H13I2NO4.

## Efectos biológicos
Por ser activa 3,5-T2, estimula el receptor TR-beta de las hormonas tiroideas. Por tanto, aumenta el gasto energético. Tiene efectos agonistas (tiromiméticos) en el tejido miocárdico y en la hipófisis, lo cual provoca que la 3,5-T2 suprima la liberación de tirotropina (TSH). 3,5-T2 es un regulador alostérico de la citocromo c oxidasa, el complejo IV de la cadena de transporte de electrones. Aumenta su actividad al evitar la interacción del trifosfato de adenosina (ATP) como inhibidor alostérico.

## Importancia clínica
En el síndrome de enfermedad no tiroidea aumentan las concentraciones de 3,5-T2. Esto podría explicar por qué los pacientes con síndrome de T3 bajo no se benefician de la terapia de sustitución con hormonas tiroideas.